# Llengües nubianes
Les llengües nubianes són una denominació lingüística ambigua fundada en la geografia. Parlen aquestes llengües una cinquantena de tribus del Kordofan Meridional (Sudan) a les muntanyes Nuba (78.000 km²), en nombre desconegut i la majoria musulmans. Els noms de les tribus són generalment els de les muntanyes que habiten. El nom nuba (que va originar «Núbia») es pensa que volia dir antigament 'esclau'.
Estan dividides en dues famílies i diverses subdivisions:
- Família nigerokordofiana
  - Niger-Congo
  - Kadugli-krongo
  - Kodofanià
    - Heiban
    - Moro
    - Otoro
    - Koalib (ka-owalib, ngirere, rere, nuba, igalige o abri)
- Família sudanesa oriental del nilosaharià (que inclou el songhai, el fur, el maban i altres)
  - Branca occidental
  - Kuliak
  - Nilòtic (shilluk, dinka, bari...)
  - Branca oriental (Daju, Nyimang, Temein i altres)
    - Jebel oriental
    - Nubià (Barabra)
      - Central (birked ja extingit i dongolawi també anomenat ratana, kenzi o mataki)
      - Nubià muntanyès (kadaru, ghulfan, debri)
      - Nubià muntanyès no classificat (dair, dilling, karko, wali)
      - Nubià del nord (nobiin o mahas-fadidja)
      - Nubià occidental o meidob

    - Surma